# BRCA2
Cet article possède un paronyme, voir BRCA.
Le gène BRCA2 (abréviation de Breast Cancer 2, « cancer du sein 2 ») est un gène humain qui appartient à une classe de gènes suppresseurs de tumeur. Il est situé sur le chromosome 13 humain, et est impliqué dans environ 45 % des cancers familiaux et 10 à 20 % des cancers du sein et de l'ovaire.

## Fonctions et mécanisme d'action
Il interagit avec le RAD51, favorisant son oligomérisation et son action sur la réplication de l'ADN.

## En médecine
Une inactivation de la protéine entraîne une anémie de Fanconi.
Des variants de son gène sont impliqués dans certains cancers.

## Génétique
Une mutation du gène est associée au risque de cancer du sein, de l'ovaire et de la prostate. Cette mutation c.517-2A>G trouve son origine au 18e siècle en Écosse,.